# Пертузария
Пертуза́рия (лат. Pertusaria) — род лихенизированных аскомицетов, входящий в семейство пертузариевые (Pertusariaceae). Типовой род семейства.

## Описание
Накипные лишайники, слоевище прикреплено к субстрату гифами гипоталлома или сердцевинного слоя, коровый слой развит. Изидии обычно имеются, могут присутствовать соредии в заметных соралях, внешне напоминающих апотеции. Сами апотеции с узким диском, часто покрытым налётом, гимений шаровидный или приплюснутый, лишённый эксципула. Гипотеций светлый, эпитеций светлый или тёмный. Парафизы ветвистые, гиалиновые, рыхлые.
Аски крупные, с 1—8 спорами, булавовидной формы. Споры крупные, одноклеточные, эллиптические, обычно с довольно толстой стенкой.
Пикноконидии нитевидные или игловидные.
Гонидии — Pleurococcus.

## Систематика

### Синонимы
- Clausaria Nyl., 1861
- Isidium (Ach.) Ach., 1803, nom. rej.
- Lecanidium A.Massal., 1856
- Lepra Scop., 1777, nom. rej.
- Leproncus Vent., 1799, nom. rej.
- Lichen sect. Stereocaulon Schreb., 1791
- Lichen subsect. Isidium Ach., 1794
- Melanaria Erichsen, 1936
- Pertusariomyces E.A.Thomas ex Cif. & Tomas., 1953, nom. superfl.
- Pionospora Th.Fr., 1859
- Porina Ach., 1809, nom. superfl., nom. rej.
- Stereocaulon (Schreb.) Schrad., 1794, nom. rej.
- Stereocaulum Clem., 1909, nom. superfl.

### Виды
Род включает 525 видов. Некоторые из них:
- Pertusaria amara (Ach.) Nyl., 1872 — Пертузария горькая
- Pertusaria amarescens Nyl., 1874 — Пертузария горьковатая
- Pertusaria alaskensis Erichsen, 1938 — Пертузария аляскинская
- Pertusaria alpina Hepp ex Ahles, 1860 — Пертузария альпийская
- Pertusaria aspergilla (Ach.) J.R.Laundon, 1992 — Пертузария белёсоватая
- Pertusaria atropallida Vain., 1881 — Пертузария чёрно-бледная
- Pertusaria bryontha (Ach.) Nyl., 1861 — Пертузария моховая
- Pertusaria chiodectonoides Bagl. ex A.Massal., 1856 — Пертузария хиодектоновидная
- Pertusaria coccodes (Ach.) Nyl., 1857 — Пертузария краснеющая
- Pertusaria constricta Erichsen, 1935 — Пертузария перетянутая
- Pertusaria corallina (L.) Arnold, 1861 — Пертузария коралловая
- Pertusaria coriacea (Th.Fr.) Th.Fr., 1871 — Пертузария кожистая
- Pertusaria coronata (Ach.) Th.Fr., 1871 — Пертузария увенчанная
- Pertusaria dacica Erichsen, 1934 — Пертузария дакийская
- Pertusaria dactylina (Ach.) Nyl., 1863 — Пертузария пальчатая
- Pertusaria erumpens Erichsen, 1935 — Пертузария прорывающаяся
- Pertusaria excludens Nyl., 1885 — Пертузария исключённая
- Pertusaria flavida (DC.) J.R.Laundon, 1963 — Пертузария желтоватая
- Pertusaria glomerata (Ach.) Schaer., 1826 — Пертузария клубочковая
- Pertusaria globulata Oxner & Volkova, 1966 — Пертузария шариковатая
- Pertusaria globulifera (Turner) A.Massal., 1855 — Пертузария шариконосная
- Pertusaria hemisphaerica (Flörke) Erichsen, 1932 — Пертузария полушаровидная
- Pertusaria hymenea (Ach.) Schaer., 1836 — Пертузария гимениальная
- Pertusaria lactea (L.) Arnold, 1872 — Пертузария молочно-белая
- Pertusaria leucosora Nyl., 1877 — Пертузария белосоралевая
- Pertusaria leucostoma (Bernh.) A.Massal., 1852 — Пертузария белоустьичная
- Pertusaria multipuncta (Turner) Nyl., 1861 — Пертузария многоточечная
- Pertusaria obtecta Erichsen, 1936 — Пертузария прикрытая
- Pertusaria ocellata (Wallr.) Körb., 1853 — Пертузария глазковая
- Pertusaria octomela (Norman) Erichsen, 1935 — Пертузария восьмиспоровая
- Pertusaria oculata (Dicks.) Th.Fr., 1871 — Пертузария глазастая
- Pertusaria panyrga (Ach.) A.Massal., 1855 — Пертузария панирговая
- Pertusaria poriniza Nyl., 1874 — Пертузария поровая
- Pertusaria porospora Norman ex Erichsen, 1935 — Пертузария пороспоровая
- Pertusaria pseudophlyctis Erichsen, 1936 — Пертузария ложнофликтисовая
- Pertusaria pupillaris (Nyl.) Th.Fr., 1871 — Пертузария зрачковая
- Pertusaria pustulata (Ach.) Duby, 1830 — Пертузария пупырчатая
- Pertusaria raesaenenii Erichsen, 1934 — Пертузария Рясянена
- Pertusaria rupestris (DC.) Schaer., 1836 — Пертузария скальная
- Pertusaria scepusiensis (Gyeln.) Erichsen, 1935 — Пертузария чепешская
- Pertusaria servitiana Erichsen, 1934 — Пертузария Сервитова
- Pertusaria solitaria H.Magn., 1927, nom. illeg. — Пертузария одиночная
- Pertusaria sommerfeltii (Flörke ex Sommerf.) Flörke, 1831 — Пертузария Зоммерфельта
- Pertusaria stalactiza Nyl., 1874 — Пертузария сталактитовая
- Pertusaria stenhammarii Hellb., 1865 — Пертузария Стенгаммара
- Pertusaria subdactylina Nyl., 1885 — Пертузария пальчатоподобная
- Pertusaria subobducens Nyl., 1884 — Пертузария полупокровная
- Pertusaria szatalae Erichsen, 1936 — Пертузария Саталы
- Pertusaria trochiscea Norman, 1868 — Пертузария колёсная
- Pertusaria xanthostoma (Sommerf.) Fr., 1831 — Пертузария желтоустьичная